# Souss-Massa
Die Region Souss-Massa (arabisch سوس - ماسة, Zentralatlas-Tamazight ⵙⵓⵙ ⵎⴰⵙⵙⴰ) ist eine der – nach einer Verwaltungsreform im Jahr 2015 neuentstandenen – 12 Regionen Marokkos und erstreckt sich im Südwesten des Königreichs. Der Name der Region leitet sich ab von den beiden Flüssen Oued Souss und Oued Massa. Die Hauptstadt der Region ist die Stadt Agadir.

## Bevölkerung
In der gesamten Region Souss-Massa leben etwa 2,676 Millionen Menschen (zumeist Berber) auf einer Fläche von rund 53.000 km². Etwa 1,171 Millionen Menschen leben in ländlichen Gebieten (communes rurales), rund 1,505 Millionen Personen leben in Städten (municipalités).

## Provinzen
Die Region besteht aus folgenden Präfekturen bzw. Provinzen, deren Hauptstädte oft denselben Namen haben:
- Präfektur Agadir-Ida ou Tanane
- Provinz Chtouka-Aït Baha
- Präfektur Inezgane-Aït Melloul
- Provinz Taroudannt
- Provinz Tata
- Provinz Tiznit